# سانست ایکرز، تگزاس
سانست ایکرز (به انگلیسی: Sunset Acres) یک منطقهٔ مسکونی در ایالات متحده آمریکا است که در تگزاس واقع شده‌است. سانست ایکرز ۲۳ نفر جمعیت دارد.